# 金丸駅
金丸駅（かねまるえき）は、石川県鹿島郡中能登町金丸にある、西日本旅客鉄道（JR西日本）七尾線の駅である。

## 歴史
- 1898年（明治31年）4月24日：七尾鉄道 津幡仮停車場（現在の本津幡駅の前身） - 七尾駅 - 矢田新駅（後の七尾港駅）間開通と同時に開業（一般駅）[1][2][3]。
- 1907年（明治40年）7月1日：七尾鉄道が鉄道国有法により国有化[2]。帝国鉄道庁（国鉄）の駅となる。
- 1909年（明治42年）10月12日：線路名称制定。七尾線の所属となる[2]。
- 1961年（昭和36年）4月1日：貨物の取扱を廃止[4]。
- 1972年（昭和47年）3月15日：荷物扱い廃止[5]。無人駅化[6]。
- 1987年（昭和62年）4月1日：国鉄分割民営化に伴い、西日本旅客鉄道（JR西日本）の駅となる[4]。
- 1993年（平成5年）3月：自動券売機を設置[要出典]。
- 2005年（平成17年）5月12日：現在の駅舎が竣工[1]。
- 2021年（令和3年）3月13日：ICカード「ICOCA」の利用が可能となる[7][8][9]。
- 2024年（令和6年）9月30日：この日の正午12時をもって自動券売機を使用停止、撤去[10]。

## 駅構造
相対式ホーム2面2線で、列車交換が可能な地上駅である。七尾鉄道部管理の無人駅。
旧駅舎は旧来からの瓦葺のもので、跨線橋が駅舎の内部から直接出るという特異な構造を持っていたが、金丸駅振興会の「ギャラリー朱鷺」が併設された新しい駅舎が2005年（平成17年）5月12日にオープンした。なお、新駅舎も旧駅舎同様に跨線橋が駅舎の内部から直接出ている。ICOCAなどの交通系ICカードが利用可能となっているが、当駅にはIC専用の簡易改札機が設置されておらず、列車内での精算となる。

### のりば
| ホーム | 路線    | 方向 | 行先           |
| ------ | ------- | ---- | -------------- |
| 駅舎側 | ■七尾線 | 下り | 七尾方面       |
| 反対側 | ■七尾線 | 上り | 津幡・金沢方面 |

- 案内上ののりば番号は設定されていない（のりば番号標はなく、駅掲示時刻表にも番号にも記載はない）[3]。
- 下り線が一線スルー化されており[11]、行き違いを行わない通過列車（特急）に限り、上り列車も下り線を通過する[1]。

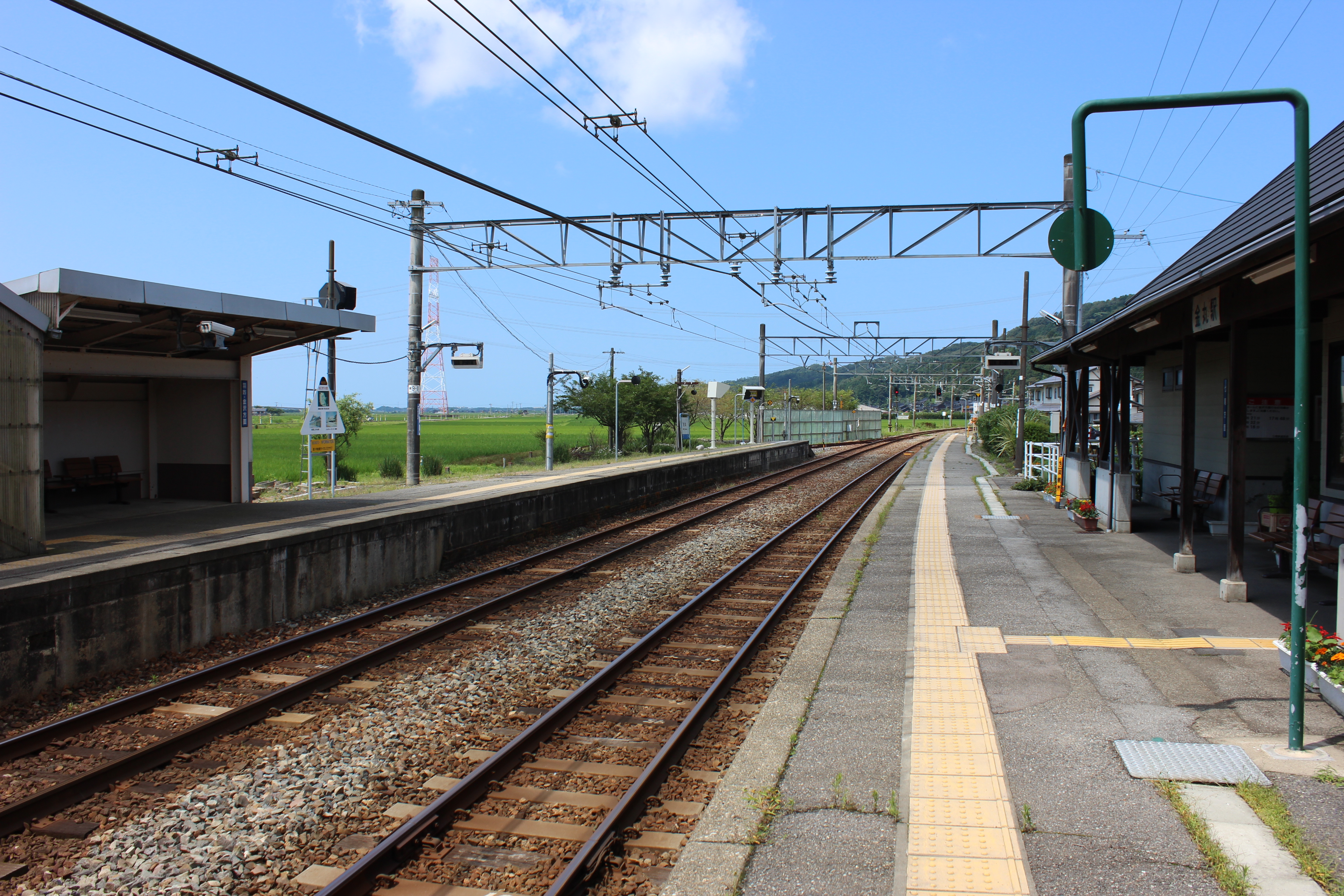
ホーム（2020年7月）
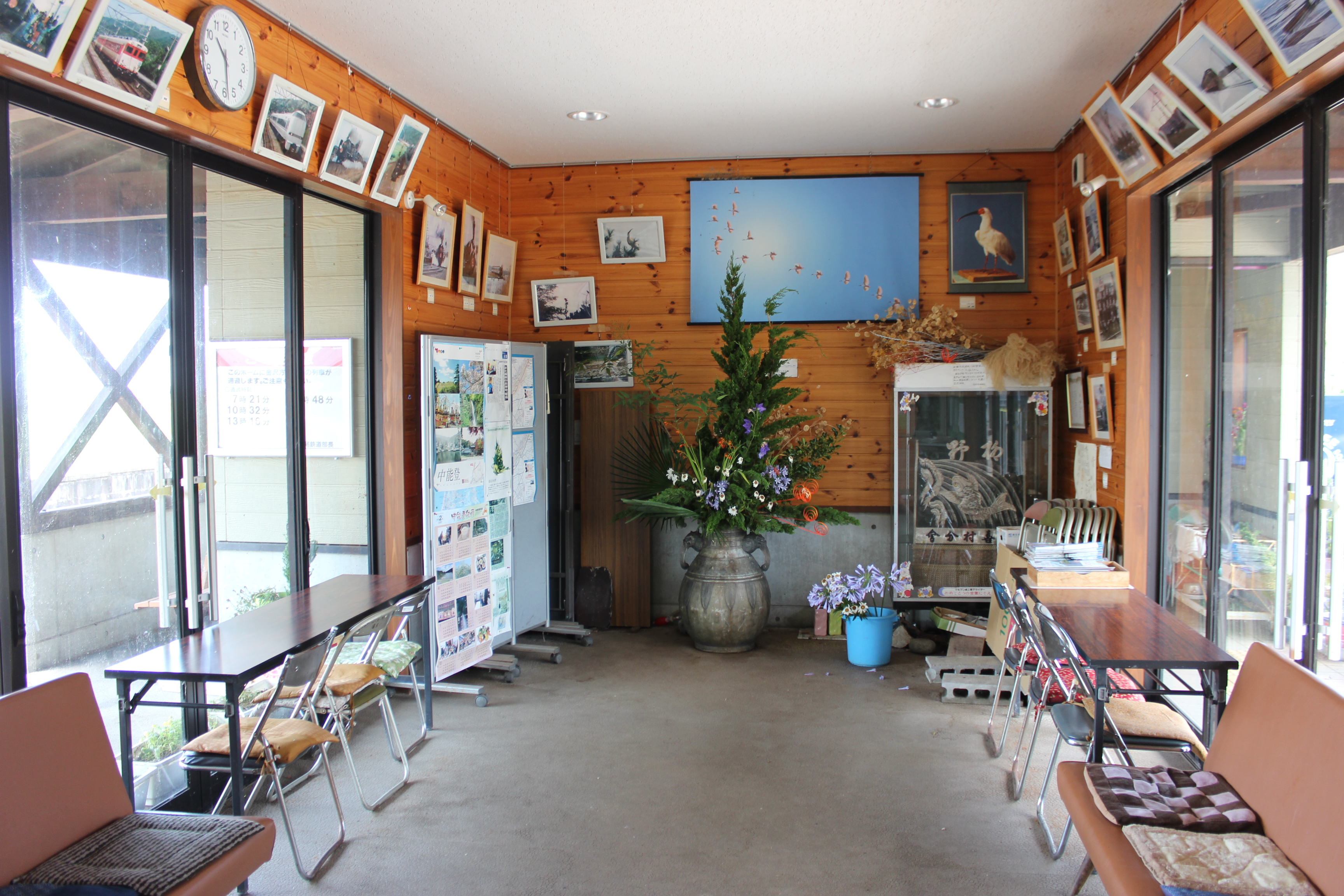
駅舎内にある「ギャラリー朱鷺」（2020年7月）

## 駅周辺
- 金丸郵便局
- 眉丈山
- 杉谷ガメ塚古墳
- 国道159号
- 石川県道2号七尾羽咋線
- 石川県道234号函屋酒井線
- 石川県道240号金丸金丸停車場線

## バス路線
中能登町コミュニティバス「おりひめバス」
- ろくせいコース（道の駅織姫の里なかのと発着、運行は北鉄能登バスに委託）

## 隣の駅
西日本旅客鉄道（JR西日本）
■七尾線
千路駅 - 金丸駅 - 能登部駅